# Francis Malka
Pour les articles homonymes, voir Malka.
Francis Malka (Montréal, 1969 – ) est un écrivain, compositeur et informaticien québécois.

## Biographie
Né à Montréal, il étudie le violon alto sous la direction de Robert Verebes au Conservatoire de musique de Montréal. À treize ans, il conçoit le premier de ses logiciels qui sera publié. En 1988, il crée Hugo Plus, le premier logiciel de correction grammaticale, plus tard intégré par lui à Microsoft Office. Il étudie le génie mécanique à l'École polytechnique de Montréal.
En 1996, il fonde Semantix, une entreprise spécialisée en linguistique computationnelle, qu'il vend en 2002 à la société américaine Convera (en).
Tout en poursuivant ses activités de romancier et de compositeur, il élabore ensuite des logiciels de recherche et de classification pour les agences de sécurité des pays membres du G7 et crée avec quatre associés un logiciel qui dessine le plan d'une maison à partir de données provenant d'un téléphone intelligent équipé d'un gyroscope.

## Littérature
- Le Jardinier de monsieur Chaos, Hurtubise HMH, 2007, 182 p. (ISBN 9782894289655)
- Le Violoncelliste sourd, Hurtubise HMH, 2008, 195 p. (ISBN 9782896471386)
- La Noyade du marchand de parapluies, Hurtubise HMH, 2010, 272 p. (ISBN 9782896472017)
- Le Testament du professeur Zuckerman, Hurtubise HMH, 2012, 207 p. (ISBN 9782896478699) — « Thriller scientifique »

## Musique
En 2009 sont exécutées pour la première fois en public des pièces du Clavier bien tempéré de J. S. Bach qu'il a transcrites pour quatuor à cordes,.

## Honneurs
- Pour La Noyade du marchand de parapluies
  - Prix des écrivains francophones d'Amérique, 2011
  - Grand Prix littéraire de la Montérégie, roman, prix spécial du jury 2011
- Pour Le Jardinier de monsieur Chaos
  - Finaliste au Grand prix de la relève littéraire Archambault, 2007
  - Finaliste au Prix littéraire France-Québec, prix du jury 2007